# Angelo Fiocchi
Angelo Fiocchi (Lecco, 1935) è un poeta e traduttore italiano.
Nato a Lecco, è vissuto a lungo a Milano, dove ha insegnato. Dopo le scritture poetiche adolescenziali (in tono elegiaco e intimistico) e le prime pubblicazioni su riviste, esordisce nel 1957 con la raccolta Qui finisce la terra. 1952-1957. Con le opere degli anni Settanta si accentuano i tratti riconducibili alla tradizione anceschiana della Linea Lombarda, declinata in un neo-parinismo in funzione ironica (il poemetto Il Mattino è del 1978).
In qualità di traduttore ha pubblicato opere di Sade, Drieu La Rochelle, Daudet.

## Opere
- Qui finisce la terra. 1952-1957, Milano, Schwarz, 1957.
- Il dio minore. Versi, Lecco, Terzo Ponte,  1970 (con due tavole fuori testo di Ennio Morlotti).
- Le creste dell’onda. 1967-1970, Parma, Guanda, 1971
- Idilia. Torino, Arzanà, 1981
- Altr’atto, Torino, Arzanà, 1989.
- La bella casa, prefazione di Gilberto Finzi, Catania, Prova d'Autore, 2007 (con un’incisione di Angela Colombo)
- Poesie, Banca Popolare di Sondrio, Brescia 2011

### Contributi in opere collettive
- Il Mattino, in Piero Draghi (a cura di), Ornitologia semplice, Guanda, Milano 1978, pp. 28–46 (Quaderno collettivo con opere di Vivian Lamarque, Luisito Pellisari, Giovanni Ramella Bagneri e Francesco Serrao).
- Valerio Righini, Germinazioni: la terra, il grano saraceno la forma la scultura, testo critico di Paola Davico, poesie di Angelo Fiocchi, Gilberto Isella, Giorgio Luzzi, fotografie di Massimo Mandelli (catalogo della mostra), Centro Tellino di Cultura, Teglio (SO) 2007.

### Traduzioni
- Donatien Alphonse François de Sade, Le 120 giornate di Sodoma, introduzione di Roland Barthes, Guanda, Milano 1977.
- Pierre Drieu La Rochelle, L’uomo a cavallo, introduzione di Franco Cordelli, notizia sulla vita e le opere, bibliografia a cura di Massimo Cescon, Guanda, Milano 1980.
- Alphonse Daudet, Lettere dal mio mulino, introduzione di Lanfranco Binni, Garzanti, Milano 1981.

## Premi
Premio Riccardo Bonfiglio, 1972